# Bearahalvön

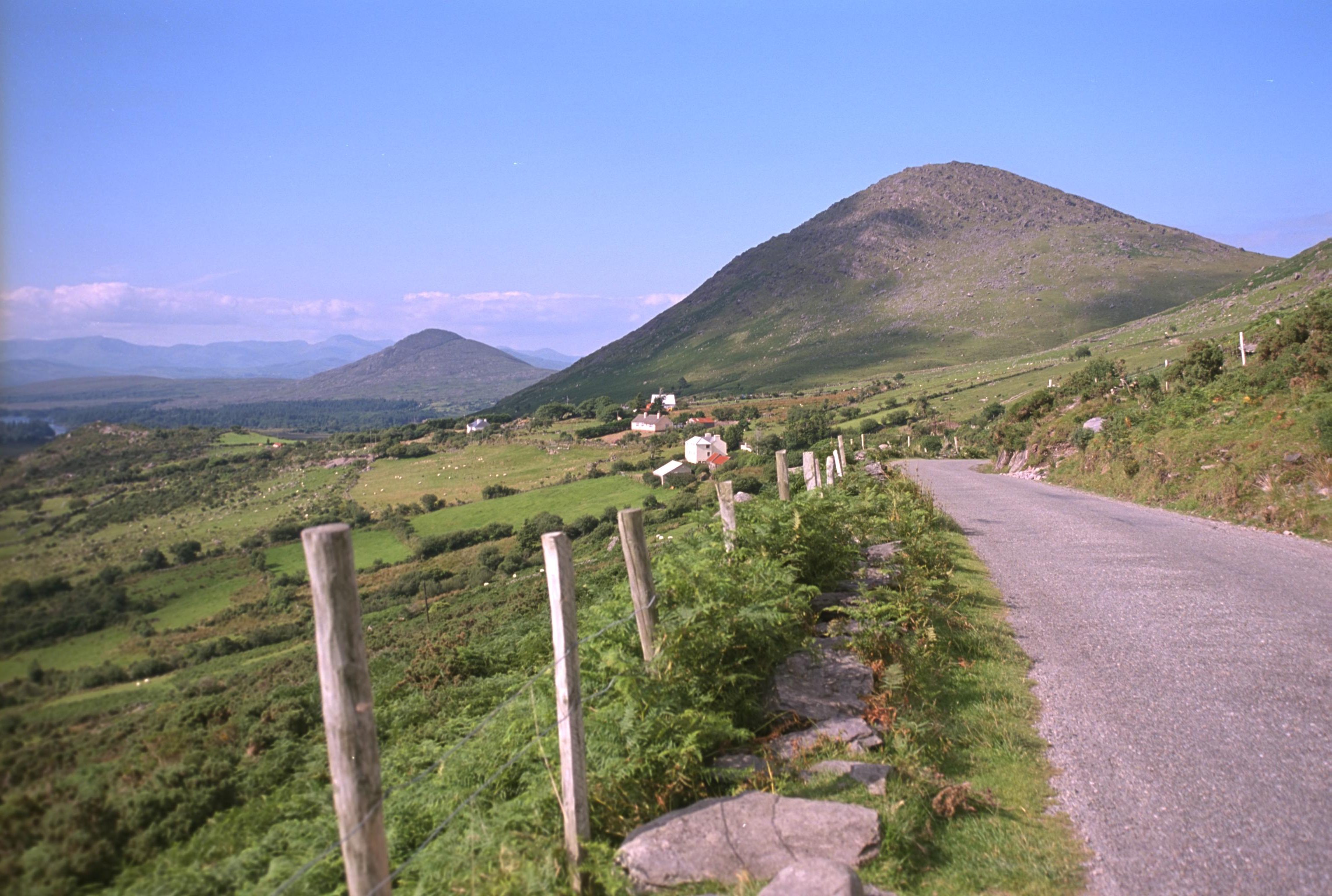
Vy från Healypasset.

Beara  eller Béara på Irländska är en halvö på Irlands sydvästra kust. Huvuddelen av halvön ligger i  Kerry (grevskapet) medan resten ligger i Cork (grevskapet). De främsta turistattraktionerna är ruinerna av Puxley Mansion, slottet Dunboy Castle och Derreens trädgårdar. Klanen O'Sullivan Bere hade ett starkt fäste här efter Belägringen av Kinsale.
Bearas ring är en vandringsled som sträcker sig 195 kilometer runt hela halvön. Leden börjar i Kenmare, passerar sedan Castletownbere, Eyeries, Ardgroom och slutar i Glengarriff. Castletownbere är ett av Irlands största fiskelägen och har utmärkta segelmöjligheter.